# Erik Rönmark
Erik Rönmark, född 1976, är en svensk klassisk saxofonist. Han började studera saxofon för Peter Tjernberg vid Sundsvalls kulturskola och flyttade 1996 till USA för att fortsätta sin utbildning.
2001 blev Erik antagen till doktorandutbildningen vid University of Michigan, där han studerade med den internationellt kände saxofonisten och pedagogen Donald Sinta. 2004 avlade Erik sin doktorsexamen (Doctor of Musical Arts) som den 18:e saxofonisten (första svensk) i universitetets historia. Han har samarbetat med såväl unga kompositörer som etablerade namn, däribland Karlheinz Stockhausen, Terry Riley, Betsy Jolas och Karen Tanaka.
Som solist och orkestersaxofonist har han spelat med Detroits symfoniorkester samt Sundsvalls, Windsors (Kanada) Ann Arbors, Saginaw Bays och Aberdeens symfoniorkestrar.